# Уэйман, Дэниел
Дэниел Уэйман (англ. Daniel Weyman; родился в 1977, Ньюкасл-апон-Тайн, Тайн-энд-Уир, Англия, Великобритания) — британский актёр театра и кино.

## Биография
Дэниел Уэйман родился в 1977 году в английском Ньюкасле. Он играл в ряде английских театров, причём за главную роль в «Жизни Николаса Никльби» был номинирован на Британскую театральную премию (2006). Рецензенты восторженно отзывались об игре Уэймана в спектакле «Наставник» по пьесе Даниэля Кельмана. Уэйман играл в ряде сериалов, в том числе в «Дюнкерке», получившем премию BAFTA, «Пуаро», «Безмолвном свидетеле». 
В 2010 году Уэйман получил первую главную роль в кино (в фильме «Просто Инес»). Он много работает на радио, участвует в создании аудиокниг.
В 2021 году Уэйман сыграл молодую версию волшебника Гэндальфа в телесериале «Властелин колец: Кольца власти» (первый сезон вышел на экраны в 2022 году).
Фильмография
| Год       |   | Русское название               | Оригинальное название                     | Роль                      |
| --------- | - | ------------------------------ | ----------------------------------------- | ------------------------- |
| 2004—2004 | с | Убийства в Мидсомере           | Midsomer Murders                          | Мэтью Коул                |
| 2004—2004 | с | Дюнкерк                        | Dunkirk                                   | капитан Джеймс Линн-Аллен |
| 2005—2005 | с | Колдиц                         | Colditz                                   | Белл                      |
| 2010      | ф | Просто Инес                    | Just Inès                                 | Том Джексон               |
| 2012      | ф | День цветов                    | Day of the Flowers                        | Мартин                    |
| 2012      | ф | Большие надежды                | Great Expectations                        | Артур Хевишем             |
| 2010      | ф | Счастливый принц               | The Happy Prince                          | Бошан Денис Браун         |
| 2021—2021 | с | Северные воды                  | The North Water                           |                           |
| 2022      | с | Властелин колец: Кольца власти | The Lord of the Rings: The Rings of Power | Гэндальф                  |